# イグナシオ・カサーレ

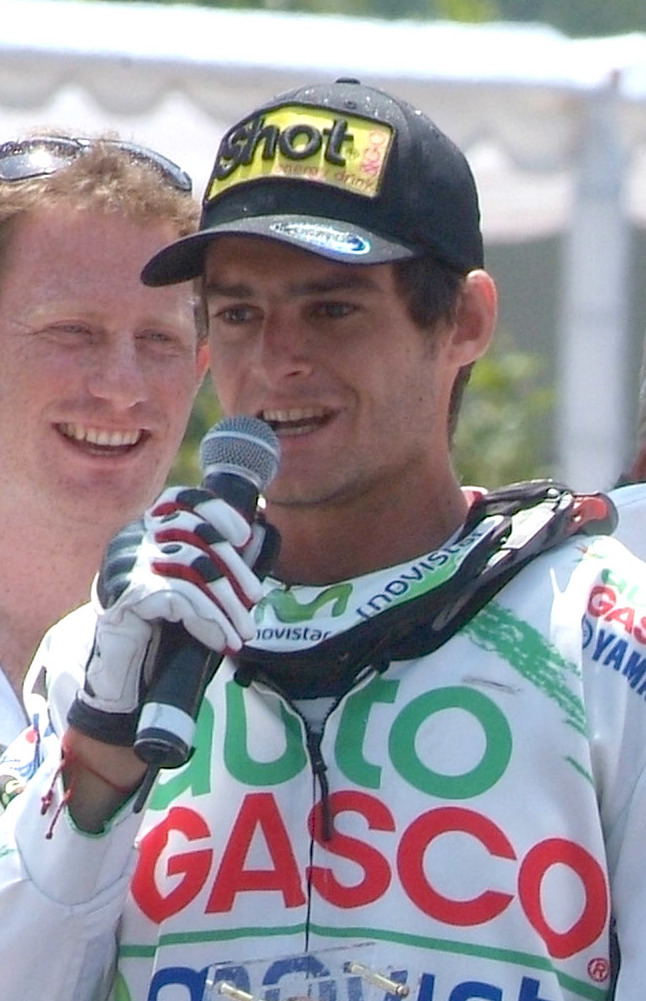
2013年ダカールにて

イグナシオ・ニコラス・カサーレ・カトラッチャ（Ignacio Nicolás Casale Catraccia、1987年4月27日 - ）はチリ・サンティアゴ出身のオフロードレーサー。姓は「カサレ」「カザール」の表記ゆれがある。
ダカール・ラリーのクアッド部門で3勝を挙げている。またクアッド以外にトラック・二輪・SxS・軽量プロトタイプと多数の部門での参戦歴がある。

## 経歴

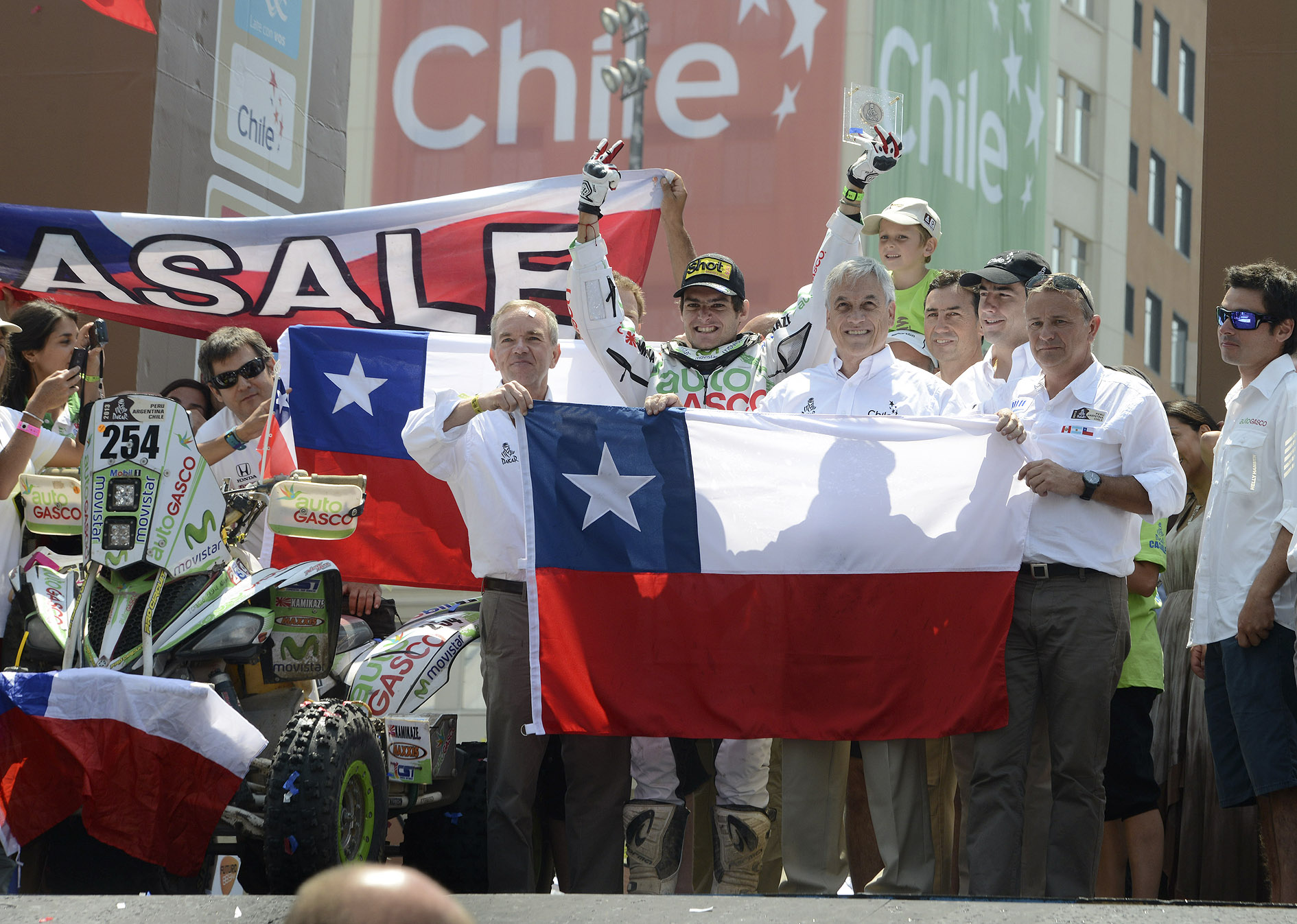
2013年ダカールにて

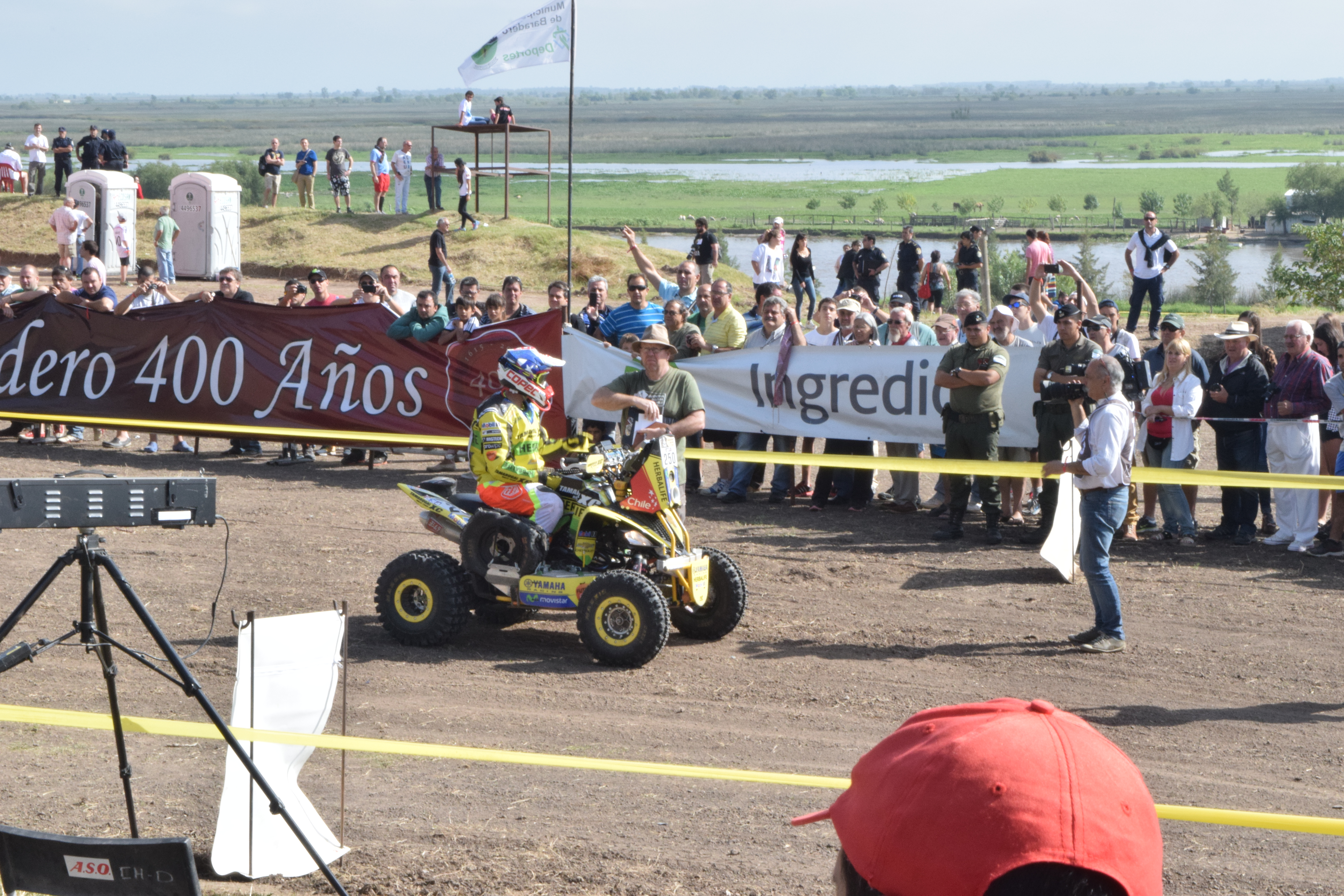
2015年ダカールにて

オフロードレース愛好家の父のフランシスコ・カサーレと母のモニカ・トラッキアの下に生まれる、子供のころはバイクに夢中になった。
2010年に父のコ・ドライバーとして、トラック部門で当時南米開催だったダカール・ラリーにデビュー(総合26位完走)。ワイルドカード参戦の枠を手に入れて2011年は二輪で参戦した。
2012年、発足4年目となるクアッド（ATV、四輪バイク）部門に転向。以降一貫してヤマハ・ラプター700Rを駆ることになる。デビュー年は4位でフィニッシュ。2013年に2位、2014年にチリ人初となるダカールウィナーになった。2015、2016はリタイアに終わるが、2017年に2位、2018年にダカールのクアッドで2勝目を挙げた。
しかし2018年でクアッドに「うんざりしていた」「もう2度と乗らない」と思うほどに愛情を失っていたカサーレは、2018年アタカマ・ラリーからSxS（SSV、サイド・バイ・サイド・ビークル）を運転し始め、2019年ダカールはSxS部門でCan-amのマシンをドライブし参戦。2人いるメカニックのうち一人は父が務め、参戦にあたって同じチリ人のフランシスコ・ロペス・コンタルドの手助けも受けた。しかしワークス勢に比べて予算は少なく、時間的にも経済的にも十分なテストを行えなかったこともあり、多くの困難に見舞われて疲弊しながらリタイアした。
結局2020年にカサーレはヤマハの支援や心境の変化もあってクアッドへと戻り、アルゼンチン人で前年10ステージ9勝を挙げたディフェンディング王者ニクラス・カヴィグリアッソを破って3度目の優勝を果たした。これにより、南米とサウジアラビアの両方の開催でクアッド部門を制した初のライダーとなった。なおこの年、過去にはサッカー選手のアレクシス・サンチェスとも関係を持ったことがある、ミス・チリのカミラ・アンドラーデと関係を持ったことがメディアで取り沙汰されたが、翌年に破局が報じられた。
2021年は初参戦以来となるトラック部門に転向し、チェコのバギーラ・レーシングでタトラをドライブ。2021年は総合9位で終えた。
2023年はLight Weight Prototype（グループT3、SSVのプロトタイプ）部門へX-raid YAMAHAからヤマハ・YXZ1000Rターボで参戦。ナビゲーターには2019年にフランシスコ・ロペス・コンタルドがSxS部門を制覇した時のナビを務めていた、アルヴァロ・レオンが就いた。トラブルが相次ぎ総合44位での完走となった。